# Reon Saito
Reon Saito (japanisch 斎藤 怜音 Saito, Reon; * 16. April 1999) ist ein japanischer Fußballspieler.

## Karriere
Reon Saito erlernte das Fußballspielen in der Schulmannschaft der Kosai High School sowie in der Universitätsmannschaft der Shizuoka Sangyo University. Nachdem er von April 2022 bis Juni 2022 ohne Verein war, wechselte er am 1. Juli 2022 nach Europa, wo er sich in Malta dem Erstligisten FC St. Lucia anschloss. Für den Verein aus Santa Luċija bestritt er 7 Erstligaspiele. Ende Januar 2023 wechselte er bis Saisonende zum maltesischen Zweitligisten San Gwann FC nach San Ġwann. Im Sommer 2023 zog es ihn nach Thailand, wo er einen Vertrag beim Drittligisten Songkhla FC unterschrieb. Mit dem Verein aus Songkhla spielte er achtmal in der Southern Region der Liga. Nach der Hinrunde 2023/24 wechselte er im Januar 2024 zum Erstligisten Sukhothai FC. Nach drei Ligaspielen wurde sein Vertrag im Sommer 2024 nicht verlängert. Nach einem halben Jahr Vereinslosigkeit schloss sich Saito dann am 24. Januar 2025 Kirivong Sok Sen Chey in der Cambodian Premier League an.